# NGC 4668
NGC 4668 ist eine Balken-Spiralgalaxie mit aktivem Galaxienkern vom Hubble-Typ SBcd im Sternbild Jungfrau auf der Ekliptik. Sie ist schätzungsweise 69 Millionen Lichtjahre von der Milchstraße entfernt und hat einen Durchmesser von etwa 30.000 Lj. Gemeinsam mit NGC 4632 und NGC 4666 bildet sie die kleine Galaxiengruppe LGG 299.

Im selben Himmelsareal befinden u. a. die Galaxien NGC 4642, NGC 4653.
Das Objekt wurde am 11. April 1787 von Wilhelm Herschel mit einem 18,7-Zoll-Spiegelteleskop entdeckt, der sie mit „vF, S, iF“ beschrieb.